# 도쿠가와 요시히사 (도쿠가와 요시노부가)
도쿠가와 요시히사(일본어: 德川 慶久 とくがわ よしひさ[*], 1884년 (메이지 17년) 9월 2일 - 1922년 (다이쇼 11년) 1월 22일)는 일본의 정치인이다. 작위는 공작이다. 주변 사람들로부터 "케이큐사마(けいきゅう様)"라 불리며 친해졌다고 한다.
귀족원 의원, 제일은행 이사, 화족 세습 재산 심의회 의장 등을 역임했다.

## 생애
1884년 (메이지 17년) 9월 2일, 도쿠가와 요시노부의 7남으로, 시즈오카시 아오이구 콘야마치의 저택에서 태어났다. 어머니는 측실인 신무라 노부이다. 아명은 히사시 (久)였다. 미야카와 키쿠조, 그 다음엔 쿠라도 코베에에게 맡겨져 컸다. 1896년 (메이지 29년) 8월, 여동생 에이코와 함께 시즈오카에서 도쿄로 옮겨 가쿠슈인에 입학했다. 도쿠가와 요시노부가의 가독을 잇는 것에 있어서, 1902년 (메이지 35년) 6월 6일에 아버지의 편휘를 따서 요시히사로 개명하였다. 1906년 (메이지 39년) 7월, 가쿠슈인 고등과를 졸업했다.
1908년 (메이지 41년) 11월 8일, 아리스가와노미야 타케히토 친왕의 차녀 미에코와 결혼했다. 미에코는 아리스가와노미야 최후의 왕녀이며, 차녀 키쿠코가 아리스가와노미야의 제사를 계승한 타카마츠노미야 노부히토 친왕과 결혼한 것도 그 때문이다. 1910년 (메이지 43년), 도쿄제국대학 법과대학 정치과를 졸업하고, 아버지의 은거로 같은 해 12월 14일, 공작을 세습해, 귀족원 공작 의원이 되었다.
1922년 (다이쇼 11년) 1월 22일 10시 35분, 도쿄부 도쿄시 코이시카와구 다이로쿠텐쵸 54번지 (현 도쿄도 분쿄구 코히나타)의 본저택에서 급사했다. 사인은 뇌일혈로 알려졌지만, 일부에는 자살설도 제기됐다. 전 화족 마츠다이라 사치코 (가명)의 증언에 의하면, "잠도 못자잔채 마신 카르모틴의 양이 틀려버린 과실사였다"라고 한다. 사후 정3위, 훈3등 서보장에 추서됐다.

## 서훈
- 1908년 (메이지 41년) 9월 30일 - 정5위
- 1915년 (다이쇼 4년) 11월 10일 - 대례기념장
- 1916년 (다이쇼 5년) 12월 1일 - 정4위
- 1922년 (다이쇼 11년) 1월 22일 - 정3위, 훈3등 서보장

## 인물

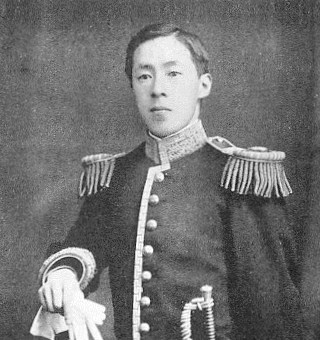
1913년 경

- 유도 2단, 바둑 아마추어 2단, 당구, 총, 승마, 골프, 유화 등 무엇을 해도 뛰어나, 두뇌 명석하고 성격 원만했다고 한다. 절친인 후작 호소카와 모리타츠로부터는 "재기 종횡, 고 요시노부공의 좋은 점을 모두 물려받았다"라는 평을 들었다. 심지어, 내각총리대신이라는 말도 나온 적이 있다.
- 나가노현 카루이자와마치에 아메리카야 건축의 양관 별장을 짓고 있어, 요시히사 사후에는 야마자키 타네지의 소유가 되었다 (현존). 또, "구 카루이자와 골프 클럽"의 창설에도 공헌해, 그 초대 회장을 맡았다.
- 잘생겼고, 화족 자녀들로부터 동경의 눈빛을 받았다. 손자 요시토모는 저서에서 "영화배우를 해도 이상하지 않을 정도"라고 평가하고 있다.
- 결혼 전에 센다이 출신의 시녀와 연애 관계가 있었지만, 신분 차이로 결혼을 허락받지 못하고 파국되었기 때문에, 여동생 쿠니코와 카와다 준과의 ㅜㄹ륜 관계를 이해하면서도, 장래는 없음을 두 사람에게 포함시켰다.

## 가족
- 아내 : 도쿠가와 미에코 (아리스가와노미야 타케히토 친왕의 차녀)
  - 장녀 : 요시코 (慶子, 메이지 43년 (1910년) 1월 24일 - 4월 2일)
  - 차녀 : 키쿠코 - 타카마츠노미야 노부히토 친왕비
  - 장남 : 요시미츠
  - 3녀 : 키사코 - 자작 사카키바라 마사하루와 결혼
  - 4녀 : 쿠미코 - 후작 마츠다이라 야스마사의 장남 마츠다이라 야스치카와 결혼었으나, 야스치카는 전사함.

밑의 2녀에 관해서는 미에코가 고향에서 데려온 시녀와 요시히사와의 사이에서 태어났다는 설이 있다. 또, 이에 화가난 미에코도 가부키 배우와의 사이에서 자식이 있었다는 설이 있다.
|  | 제1대 화족 세습 재산 심의회 의장 1916년 - 1922년 | 후임 이치조 사네테루 |

| 전임 시부사와 에이이치 | 일화학회 회장 1920년 - 1922년 | 후임 호소카와 모리타츠 |

| 전임 도쿠가와 요시노부 | 제2대 도쿠가와 요시노부가 공작 1910년 - 1922년 | 후임 도쿠가와 요시미츠 |